# Quatuor Zahir
Le Quatuor Zahir est un quatuor de saxophones français créé en 2015.

## Membres
- Guillaume Berceau (Saxophone soprano)
- Étienne Boussard (Saxophone alto)
- Florent Louman (Saxophone ténor)
- Joakim Ciesla (Saxophone baryton)

## Récompenses
- Prix spécial : 30ème Concours européen Musiques d'Ensemble de la FNAPEC[1] - 2016.
- 1er Prix : 9ème Concours International de Musique de chambre d'Osaka (Japon)[2] - 2017.
- Médaille d'or : 4ème Manhattan International Music Competition - 2019.
- Médaille d'or : 3ème Berliner International Music Competition - 2019.
- Médaille d'or : 2ème Vienna International Music Competition[3] - 2020.